# Árpád Bárány
Árpád Bárány, född 24 juni 1931 i Budapest, är en ungersk före detta fäktare.
Bárány blev olympisk guldmedaljör i värja vid sommarspelen 1964 i Tokyo.